# P-Toluolsulfonamid
p-Toluolsulfonamid, auch p-Toluolsulfonsäureamid, ist eine chemische Verbindung aus der Gruppe der Sulfonamide.

## Gewinnung und Darstellung
p-Toluolsulfonamid kann durch Aminierung von p-Toluolsulfonsäurechlorid mit Ammoniak gewonnen werden:
Die weltweite Produktion betrug 1991 etwa 1000 Tonnen.

## Eigenschaften
p-Toluolsulfonamid ist ein brennbarer, kristalliner, farbloser fast geruchloser Feststoff, der schwer löslich in Wasser ist. Der Feststoff kristallisiert im monoklinen Kristallsystem in der Raumgruppe P21/n (Raumgruppen-Nr. 14, Stellung 2) mit den Gitterparametern a = 7,7030 Å; b = 16,4656 Å, c = 6,5861 Å und β = 92,411 °.

## Verwendung
p-Toluolsulfonamid wird als Zwischenprodukt für organische Synthesen zum Beispiel als Nucleophil während Vinylaziridin-Öffnungsreaktionen und als Reagenz bei der selektiven Aziridinierung von Olefinen verwendet. Es wird auch als Weichmacher für Heißkleber (als Mischung mit dem o-Isomer), fluoreszierende Pigmente, für Farbstoffe und Pigmente verwendet. Zudem wird es als Bindemittel in der Produktion von Harzen, die der Aminoplasten-Gruppe, verwendet.